# 日日茨科耶湖
56°13′54″N 31°15′05″E / 56.231534°N 31.251382°E

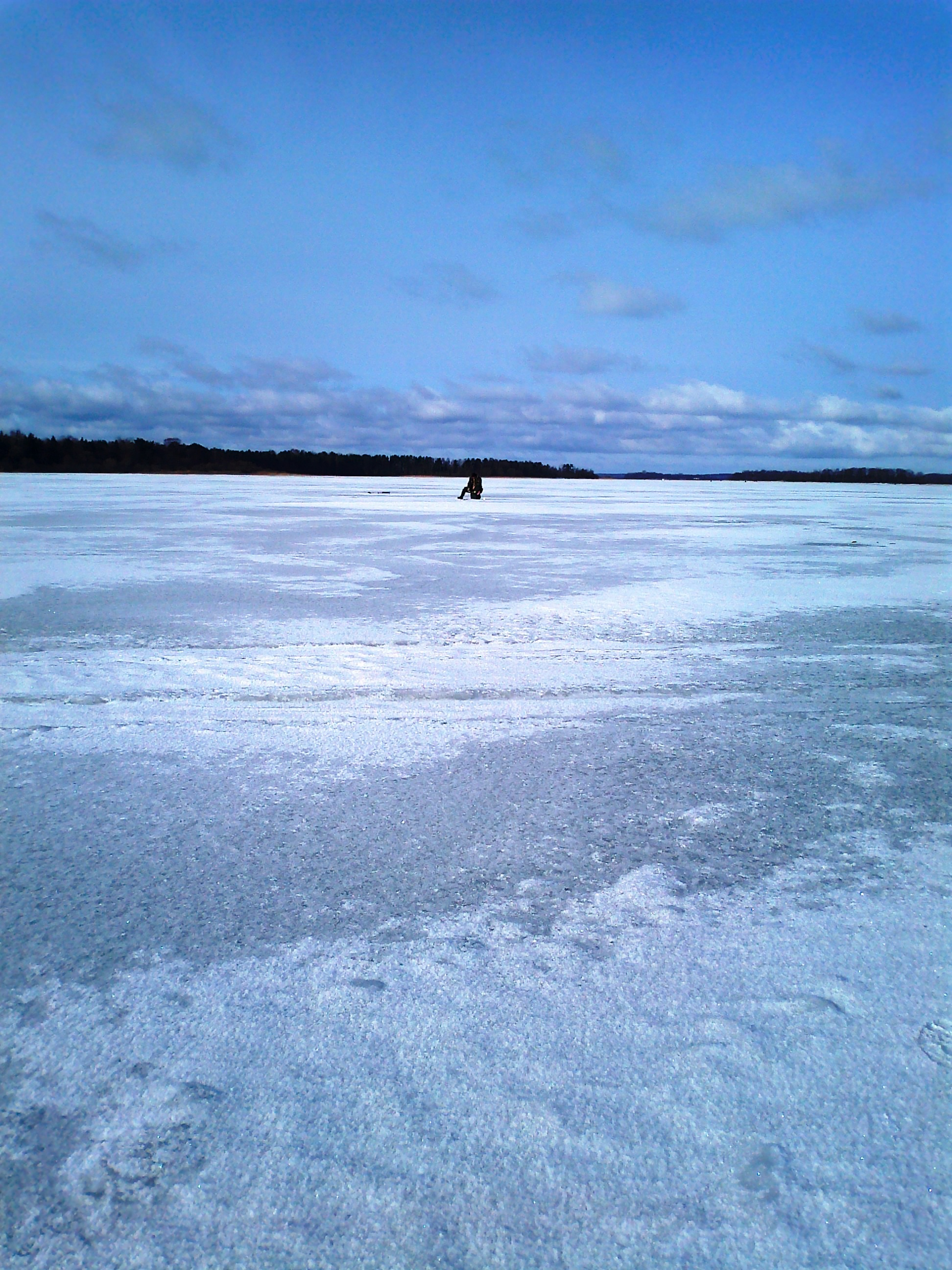

日日茨科耶湖（俄语：Жижицкое），是俄羅斯的湖泊，位於該國西北部，由普斯科夫州負責管轄，處於庫尼亞區，面積57.3平方公里，集水區面積386平方公里，平均水深3.2米，最大水深7.8米。